# Julie (album)
Pour les articles homonymes, voir Julie.
Albums de Julie Pietri
À force de toi
(1985)
Singles
1. Magdalena
Sortie : 1979
2. Merci
Sortie : 1980
3. J'me maquille blues
Sortie : 1980

Julie est le premier album de la chanteuse Julie Pietri, sorti en 1980 chez CBS Disques.
L'auteur compositeur interprète Jean Schultheis, qui sera révélé par le tube Confidence pour confidence en 1981, compose trois titres sur cet album : Partis pris, Tout l'monde s'en fout et J'trouve plus la sortie.
L'album se clôt par le premier succès de Julie Pietri, en 1979 : Magdalena. Il s'agit d'une adaptation française de la chanson Maria Magdalena (1978) du groupe espagnol Trigo Limpio qui atteint la 6e place des meilleures ventes,. Jessica Marquez en fait une reprise en 2003 et également un tube. Les paroles de ce titre et du reste de l'album sont signées par Jean-Marie Moreau.
Julie comporte quatre autres adaptations françaises de chansons anglophones. Les titres J'ai envie d'être à vous, Monsieur producteur, Tu mens et Drôle de fille sont respectivement des reprises de :
- I Always Seem to Wind Up Loving You (1976) interprété par Madeline Bell ;
- Mister Producer (1978) interprété par Edna Bejarano ;
- Dream On (1973) interprété par Steven Tyler et son groupe rock Aerosmith ;
- What a Fool Believes (1979) interprété par Michael McDonald et The Doobie Brothers.

## Titres
1. J'me maquille blues
Jean-Marie Moreau / Alain Pewzner - Lesley Phillips
2. J'ai envie d'être à vous
Jean-Marie Moreau / Alan Hawkshaw
3. Parti pris
Jean-Marie Moreau / Jean Schultheis
4. Monsieur producteur
Jean-Marie Moreau / Edna Bejarano - Taco Ockerse
5. Tout l'monde s'en fout
Jean-Marie Moreau / Claude Puterflam - Jean Schultheis
6. J'trouve plus la sortie
Jean-Marie Moreau / Jean Schultheis
7. Tu mens
Jean-Marie Moreau / Steven Tyler
8. Merci
Jean-Marie Moreau / Philippe Lacoste
9. Drôle de fille
Jean-Marie Moreau / Michael McDonald - Kenny Loggins
10. Magdalena
Jean-Marie Moreau / Juan Carlos Calderón

## Singles /45 tours
- Magdalena (1979)

Face B : Jalousie (Zacar - Dominique Cozette). 
- Merci (1980)

Face B : J'trouve plus la sortie
- J'm maquille blues (1980)

Face B : J'ai envie d'être à vous